# Alexander M. Schindler
Alexander Moshe Schindler (geboren 4. Oktober 1925 in München; gestorben 15. November 2000 in Westport (Connecticut)) war ein US-amerikanischer Rabbiner und ein führender Vertreter des Reformjudentums.

## Leben
Alexander Moshe Schindler war ein Sohn des Schriftstellers jiddischer Sprache Eliezer Schindler (1892–1957) aus Tyczyn und der Sali Hoyda (1899–) aus München. Er hatte eine Schwester, die Rabbinerin Judy Schild ist seine Nichte. Seine Mutter Sali Schindler überlebte am 6. September 1970 die Entführung ihres Swissair-Fluges durch palästinensische Terroristen.
Schindler besuchte in München die Volksschule und unter den Bedingungen der deutschen Judenverfolgung 1937/38 ein Gymnasium. Im August 1938 folgte Schindlers Mutter mit den zwei Kindern über die grüne Grenze ihrem Mann, der sich bereits in die Schweiz abgesetzt hatte. Die Familie emigrierte im selben Jahr in die USA. Schindler studierte ab 1941 am City College New York. Von 1944 bis 1946 wurde er als Unteroffizier der Gebirgsjägertruppe der US-Army auf dem europäischen Kriegsschauplatz eingesetzt und wurde mit dem Purple Heart und dem Bronze Star ausgezeichnet. Er wurde mit den Folgen des Holocaust konfrontiert.
Zurück in den USA studierte Schindler am Jewish Theological Seminary, am Hebrew Union College und an der New School und wurde 1949 am City College of New York graduiert. 1953 machte er einen Master-Abschluss in Hebraistik am Hebrew Union College in Cincinnati (Ohio) und wurde im selben Jahr zum Rabbiner ordiniert.
Seine berufliche Laufbahn begann 1953 am Temple Emanuel Sinai in Worcester (Massachusetts). Schindler heiratete 1956 die Lehrerin Rhea Rosenblum, sie hatten fünf Kinder. 1959 wurde er Rabbiner einer Synagoge in Boston und er ging 1963 als Bildungsdirektor zur Union for Reform Judaism in New York City. Er übernahm 1973 das Amt des Präsidenten. In seiner Amtszeit wurde er routinemäßig alternierend für zwei Jahre Vorsitzender der Conference of Presidents of Major American Jewish Organizations. Als er die Politik der israelischen Regierung verteidigte, geriet er in eine Auseinandersetzung mit dem Nationalen Sicherheitsberater Zbigniew Brzeziński. Daraufhin wurde ihm seitens der jüdischen Organisationen demonstrativ die Amtszeit auf Dauer verlängert. 1967 gründete er die Vierteljahrsschrift Dimensions. 1995 wurde ihm eine Festschrift gewidmet. Zum Zeitpunkt seines Todes war er außerdem ein Vizepräsident des World Jewish Congress.

## Schriften (Auswahl)
- Die Beziehungen zwischen Katholiken und Juden aus der amerikanischen Perspektive, in: Ekkehard W. Stegemann, Marcel Marcus (Hrsg.): „Das Leben leise wieder lernen“ : jüdisches und christliches Selbstverständnis nach der Schoah : Festschrift für Albert H. Friedlander zum siebzigsten Geburtstag. Köln : Kohlhammer, 1997, S. 179–184